# Olga Charvátová
Olga Charvátová (Gottwaldov, Checoslovaquia, 11 de junio de 1962) es una deportista checoslovaca que compitió en esquí alpino.
Participó en los Juegos Olímpicos de Sarajevo 1984, obteniendo una medalla de bronce en la prueba de descenso.

## Palmarés internacional
| Juegos Olímpicos | Juegos Olímpicos      | Juegos Olímpicos  | Juegos Olímpicos |
| Año              | Lugar                 | Medalla           | Prueba           |
| ---------------- | --------------------- | ----------------- | ---------------- |
| 1984             | Sarajevo (Yugoslavia) | Medalla de bronce | Descenso         |